# Hasselroth
Hasselroth é um município da Alemanha, situado no distrito de Main-Kinzig, no estado de Hesse. Tem 18,92 km² de área, e sua população em 2019 foi estimada em 7.345 habitantes.